# Onthophagus ifugaoensis
Onthophagus ifugaoensis là một loài bọ cánh cứng trong họ Bọ hung (Scarabaeidae).